# Another Day (canção de Dream Theater)
"Another Day" é o primeiro single da banda estadunidense de metal progressivo Dream Theater. Aparece também nas versões japonesas dos álbuns Live at the Marquee, Live Scenes from New York e Score. As letras foram escritas por John Petrucci, e tratam da luta do seu pai contra o câncer. Jay Beckenstein, da banda Spyro Gyra e dono do estúdio BearTracks onde o álbum foi gravado, toca saxofone soprano. Para o final da canção, foram gravadas oito tomadas, todas improvisadas, e uma foi escolhida para fazer parte da canção final.

## Faixas
Todas as faixas compostas por Dream Theater e escritas por John Petrucci, exceto "Another Day", co-composta por Jay Beckenstein.
1. "Another Day" - 4:24
2. "A Fortune in Lies" (ao vivo) - 5:04
3. "Another Day" (ao vivo) - 4:38

## Desempenho nas paradas musicais
| Parada musical (2008)                       | Melhor Colocação |
| ------------------------------------------- | ---------------- |
| Estados Unidos - Hot Mainstream Rock Tracks | 22               |